# Estádio da Serrinha
Het Estádio de Hailé Pinheiro (beter bekend onder de vroegere naam Estádio da Serrinha) is een multifunctioneel stadion in Goiânia, een stad in Brazilië. In het stadion is plaats voor 10.000 toeschouwers. Het stadion werd geopend in 1995 en gerenoveerd tussen 2003 en 2004.

## Gebruik
Het stadion wordt vooral gebruikt voor voetbalwedstrijden, de voetbalclub Goiás EC maakt gebruik van dit stadion. In oktober en november 2019 werd dit stadion gebruikt voor het Wereldkampioenschap voetbal onder 17. Er werden zes groepswedstrijden en twee achtste finales gespeeld.